# ÖFB-Cup 2003-2004
La ÖFB-Cup 2003-2004 è stata la 70ª edizione della coppa nazionale di calcio austriaca.

## Primo turno
| Squadra 1           | Risultato       | Squadra 2            |
| ------------------- | --------------- | -------------------- |
| 26 agosto 2003      |                 |                      |
| Kottingbrunn        | 2 - 0           | Klingenbach          |
| Blau-Weiß Linz      | 4 - 0           | BSV Juniors          |
| Donau               | 1 - 0           | Markt St. Martin     |
| Gratkorn            | 1 - 3           | Lustenau 07          |
| Hard                | 1 - 3           | Voitsberg            |
| Mistelbach          | 0 - 1           | LASK                 |
| Puch                | 2 - 4           | Kapfenberger         |
| Waidhofen/Ybbs      | 1 - 2           | SC Interwetten.com   |
| OMV Stadlau         | 2 - 9           | Sturm Graz           |
| Fortuna Vienna      | 0 - 2           | Schwarz-Weiß Bregenz |
| Grazer AK II        | 1 - 2           | Admira Wacker M.     |
| Kremser SC          | 4 - 0           | Reichenau            |
| Rheindorf Altach    | 1 - 3           | Hartberg             |
| Schwanenstadt       | 5 - 0           | Langenrohr           |
| Treibach            | 0 - 1 (dts)     | Austria Lustenau     |
| St. Pölten          | 3 - 1           | Kufstein             |
| Gmunden             | 2 - 1 (dts)     | Wörgl                |
| Bleiburg            | ? - ? (4-3 dtr) | Leoben               |
| Arnfels             | 2 - 1           | Schwechat            |
| Union Pettenbach    | 0 - 3           | Wacker Tirol         |
| Union St. Florian   | 1 - 2           | Ried                 |
| 27 agosto 2003      |                 |                      |
| Spittal/Drau        | 0 - 1           | Mattersburg          |
| Admira Wacker M. II | 0 - 3           | Rapid Vienna         |
| 23 settembre 2003   |                 |                      |
| PSV/SW Salzburg     | 0 - 4           | Superfund            |

## Secondo turno
| Squadra 1         | Risultato       | Squadra 2            |
| ----------------- | --------------- | -------------------- |
| 23 settembre 2003 |                 |                      |
| Donau             | 0 - 3           | Sturm Graz           |
| Bleiburg          | 0 - 4           | Ried                 |
| Kottingbrunn      | 1 - 3           | Mattersburg          |
| Voitsberg         | 0 - 3           | SC Interwetten.com   |
| Blau-Weiß Linz    | ? - ? (0-3 dtr) | Admira Wacker M.     |
| Schwanenstadt     | 2 - 4 (dts)     | Wacker Tirol         |
| Gmunden           | 0 - 6           | Schwarz-Weiß Bregenz |
| Hartberg          | 1 - 0           | Kapfenberger         |
| Arnfels           | 3 - 1           | Austria Lustenau     |
| 24 settembre 2003 |                 |                      |
| Kremser SC        | 2 - 3           | Rapid Vienna         |
| 30 settembre 2003 |                 |                      |
| LASK              | 0 - 2           | Lustenau 07          |
| 12 novembre 2003  |                 |                      |
| St. Pölten        | 0 - 2           | Superfund            |

## Ottavi di finale
| Squadra 1        | Risultato       | Squadra 2            |
| ---------------- | --------------- | -------------------- |
| 23 marzo 2004    |                 |                      |
| Lustenau 07      | 1 - 1 (2-4 dtr) | Schwarz-Weiß Bregenz |
| Sturm Graz       | 2 - 0           | Superfund            |
| Ried             | 3 - 1           | SC Interwetten.com   |
| Wacker Tirol     | 1 - 2           | Grazer AK            |
| Admira Wacker M. | 0 - 2           | Mattersburg          |
| 24 marzo 2004    |                 |                      |
| Hartberg         | 0 - 2           | Austria Vienna       |
| 10 aprile 2004   |                 |                      |
| Arnfels          | 0 - 1           | Rapid Vienna         |
| Kärnten          | 4 - 0           | Austria Salisburgo   |

## Quarti di finale
| Squadra 1      | Risultato       | Squadra 2            |
| -------------- | --------------- | -------------------- |
| 10 aprile 2004 |                 |                      |
| Sturm Graz     | 4 - 0           | Schwarz-Weiß Bregenz |
| Mattersburg    | 0 - 0 (1-4 dtr) | Austria Vienna       |
| 20 aprile 2004 |                 |                      |
| Ried           | 2 - 2 (3-1 dtr) | Kärnten              |
| 21 aprile 2004 |                 |                      |
| Rapid Vienna   | 1 - 3           | Grazer AK            |

## Semifinale
| Squadra 1     | Risultato       | Squadra 2      |
| ------------- | --------------- | -------------- |
| 4 maggio 2004 |                 |                |
| Grazer AK II  | 3 - 2           | Ried           |
| 5 maggio 2004 |                 |                |
| Sturm Graz    | 1 - 1 (5-6 dtr) | Austria Vienna |

## Finale
| Squadra 1      | Risultato       | Squadra 2      |
| -------------- | --------------- | -------------- |
| 23 maggio 2004 |                 |                |
| Grazer AK      | 3 - 3 (5-4 dtr) | Austria Vienna |